# 気比丸
気比丸（けひまる）は、1938年に進水、1939年に竣工した日本の貨客船。日本海横断航路の花形であったが、日本の第二次世界大戦参戦前の1941年11月、ソビエト連邦が敷設して流出した機雷に接触する気比丸遭難事件で沈没し、156人の死者を出した。

## 建造
「気比丸」は、北日本汽船の発注により、内地と朝鮮半島北部を結ぶ航路用の「月山丸」型貨客船の2番船として浦賀船渠で建造された。船主の北日本汽船は、1928年（昭和3年）に敦賀港と清津を結ぶ航路を開設し、その後、「満州国」の建国や日中戦争の開始で重要性が高まる日本海横断航路の増強を進めていた。「気比丸」は、1938年（昭和14年）11月に進水し、翌1939年（昭和14年）4月に竣工した。船名は、定期航路の発着地である敦賀の氣比神宮に由来する。
冬の日本海での運航を想定して、「気比丸」の船体は砕氷船としての機能を備えていた。搭載機関は浦賀船渠が開発した低圧タービン付き複二連成レシプロエンジンと称する形式で、当時の商船に標準的だった三連成レシプロエンジンの低圧ピストンをタービンに置き換えたものである。

## 運用
竣工した「気比丸」は、新鋭の砕氷型貨客船として、日本海横断航路のうち、敦賀港を起点として朝鮮半島北部の羅津と清津を経由、ソ連領ウラジオストクに至る定期航路（敦賀北鮮浦塩線）へ就航した。同航路は逓信省の命令航路で、従前は「さいべりや丸」（北日本汽船、3461総トン）が配船されていたが、「気比丸」の就航した1939年から、命令航路の要件が使用船舶2000総トン以上から4000総トン以上に加重された。1939年9月にヨーロッパで第二次世界大戦が勃発した後も、中立国の日本周辺には影響がなく、日本海航路は平常の運航が続けられた。
1939年12月に新たな国策会社として日本海汽船が設立されると、「気比丸」は姉妹船「月山丸」などとともに同社に現物出資された。日本海汽船への移籍後も、「気比丸」は敦賀を起点とする定期航路で運航された。1940年（昭和15年）には従前の敦賀北鮮浦塩線から、同じく逓信省命令航路の敦賀北鮮線に移動し、「はるぴん丸」（日本海汽船、5167総トン）と併せて毎月6便以上の計画で運航した。敦賀を午後に出港すると、翌々日の早朝に清津に入港する運行スケジュールであった。「気比丸」は北鮮航路の花形貨客船であったが、後述のとおり、1941年（昭和16年）11月5日にソ連軍の機雷に接触して沈没した。

## 気比丸遭難事件
1941年（昭和16年）6月に独ソ戦が始まると、ソ連はUボート対策のためとしてウラジオストクやナホトカなど沿海州の重要港湾周辺4箇所に機雷を敷設し、危険水域であると宣言した。そして、ソ連の危険水域宣言からすぐに、朝鮮半島東岸など日本海各地にソ連製の機雷が漂着するようになった。同年10月末までに57個もの漂流機雷が確認され、5件の爆発事故が発生して朝鮮籍の小型貨物船1隻・漁船1隻が沈没、17人が死亡する被害を生じた。防御用の繋維式機雷の支索が断線して流出してしまった浮流機雷と見られるが、日本側では、ソ連軍がドイツの同盟国である日本の商船を攻撃するため故意に浮遊機雷を放流しているとの説もあった。
日本政府はソ連大使館に抗議するとともに、日本海軍は朝鮮半島東岸に鎮海要港部の砲艦2隻・監視艇5隻、北海道・樺太西岸に大湊要港部の特務艇1隻・哨戒艇1隻を派遣して機雷監視と掃海に当たらせた。日本海汽船など船会社各社も見張りや避難訓練などの態勢を強化した。
こうした緊張下の1941年11月5日午後2時20分頃、「気比丸」は清津から敦賀に向けて出航した。船長は上澤仲之助、機関長は伊藤僭太郎であった。乗船者は乗客358人（一等船客15人、二等船客61人、三等船客281人）と乗員89人であった。次第に波が高まって機雷視認が困難な天候に変わったため、「気比丸」は速力を12.5ノットから10ノットに減速して警戒しながら航行した。
同日午後10時14分、「気比丸」は清津港沖東南約160kmの北緯40度40分 東経131度00分 / 北緯40.667度 東経131.000度付近を航行中、左舷船首に浮流機雷が接触して爆発した。この触雷により、「気比丸」は1番船倉に浸水して、中甲板左舷の三等船室が爆発により壊滅状態となった。上澤仲之助船長はただちに機関を停止させた上、総員退船を発令した。約1時間後の沈没までに救命ボート10隻全てと救命筏は順調に発進し、脱出した生存者は救助に駆けつけた日本艦船により約10時間後に収容された。この事件は、11月8日には寺島健逓信大臣から昭和天皇にも奏上され、天皇と皇后から救恤金が下賜された。遭難者の捜索活動は、11月15日まで続けられたが、爆発の直撃を受けた三等船室の乗客を中心に乗客136人・乗員20人が死亡または行方不明となった。この中には、京都帝国大学文学部哲学科の学生であった弘津正二も含まれ、卒業論文「カントの実践哲学批判」を抱いて船と運命をともにしたことが新聞で報じられた。その弘津の日記は、1942年に『若き哲学徒の手記』（山口書店）として刊行されている。
「気比丸」の触雷遭難が明らかになると、日本国内では自衛権の発動が主張されるなど世論が盛り上がり、同年12月6日には日本の外務省が駐日ソ連大使を招いて強く抗議し、善処を求めた。しかし、同年12月8日に太平洋戦争が勃発して日本も第二次世界大戦に参戦すると、日本とソ連の間は中立状態が続いていたものの、「気比丸」遭難事件の問題はうやむやとなってしまった。また日本国内での「気比丸」遭難事件の新聞報道も、開戦当日の12月8日の敦賀市での合同葬儀の記事が最後となった。
なお、「気比丸」の遭難の影響で、同じ日本海航路の新潟北鮮線も1941年12月から1942年春まで運休となった。